# Eichenzell
Eichenzell település Németországban, Hessen tartományban. Lakosainak száma 11 367 fő (2023. december 31.).

## Népesség
A település népességének változása:
| Lakosok száma | 11 019 | 10 975 | 11 024 | 11 145 | 11 277 | 11 367 |
|               | 2015   | 2017   | 2019   | 2021   | 2022   | 2023   |